# St. Franziskus (Dortmund)

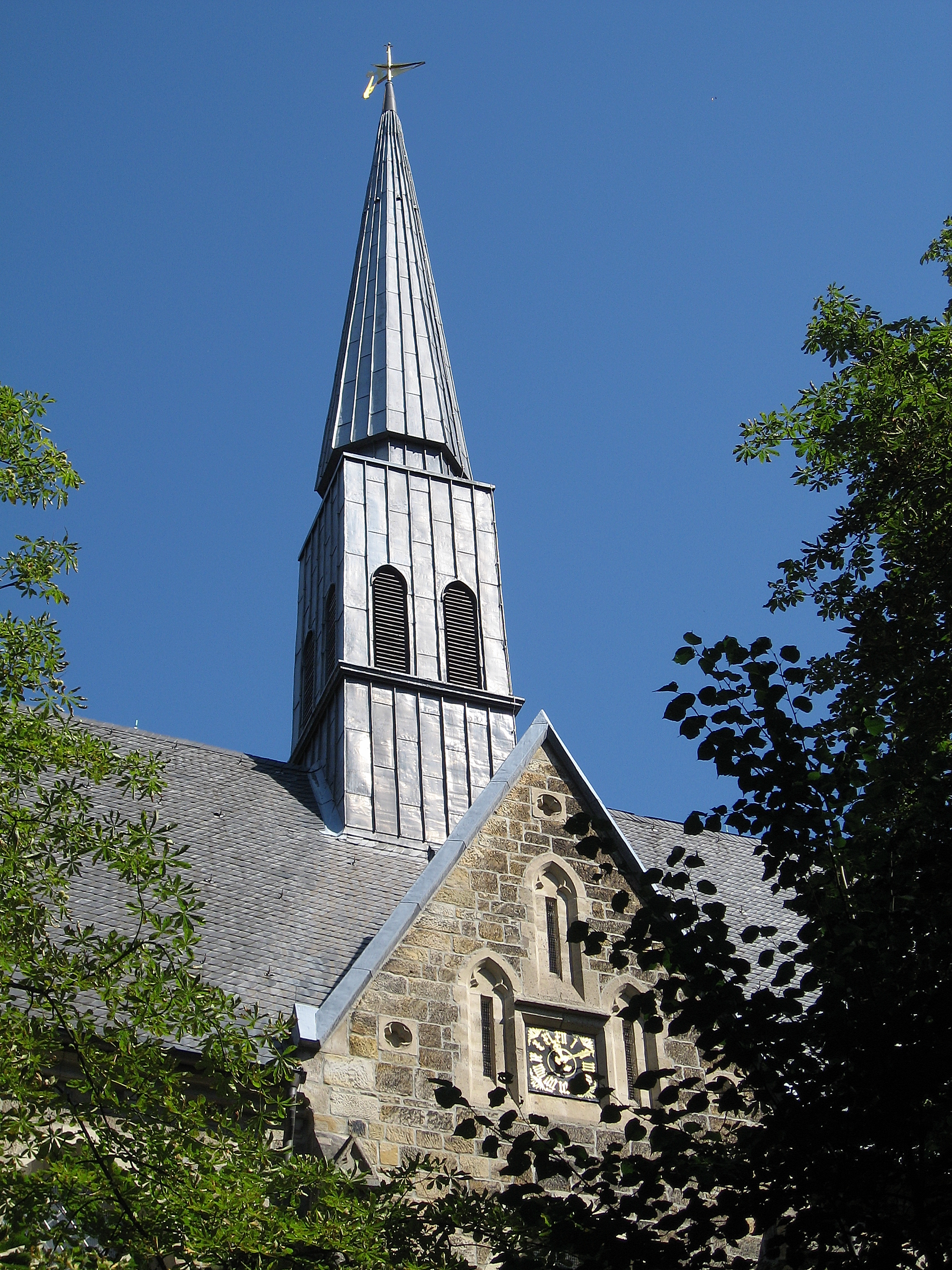
St. Franziskus, Südseite, Turm

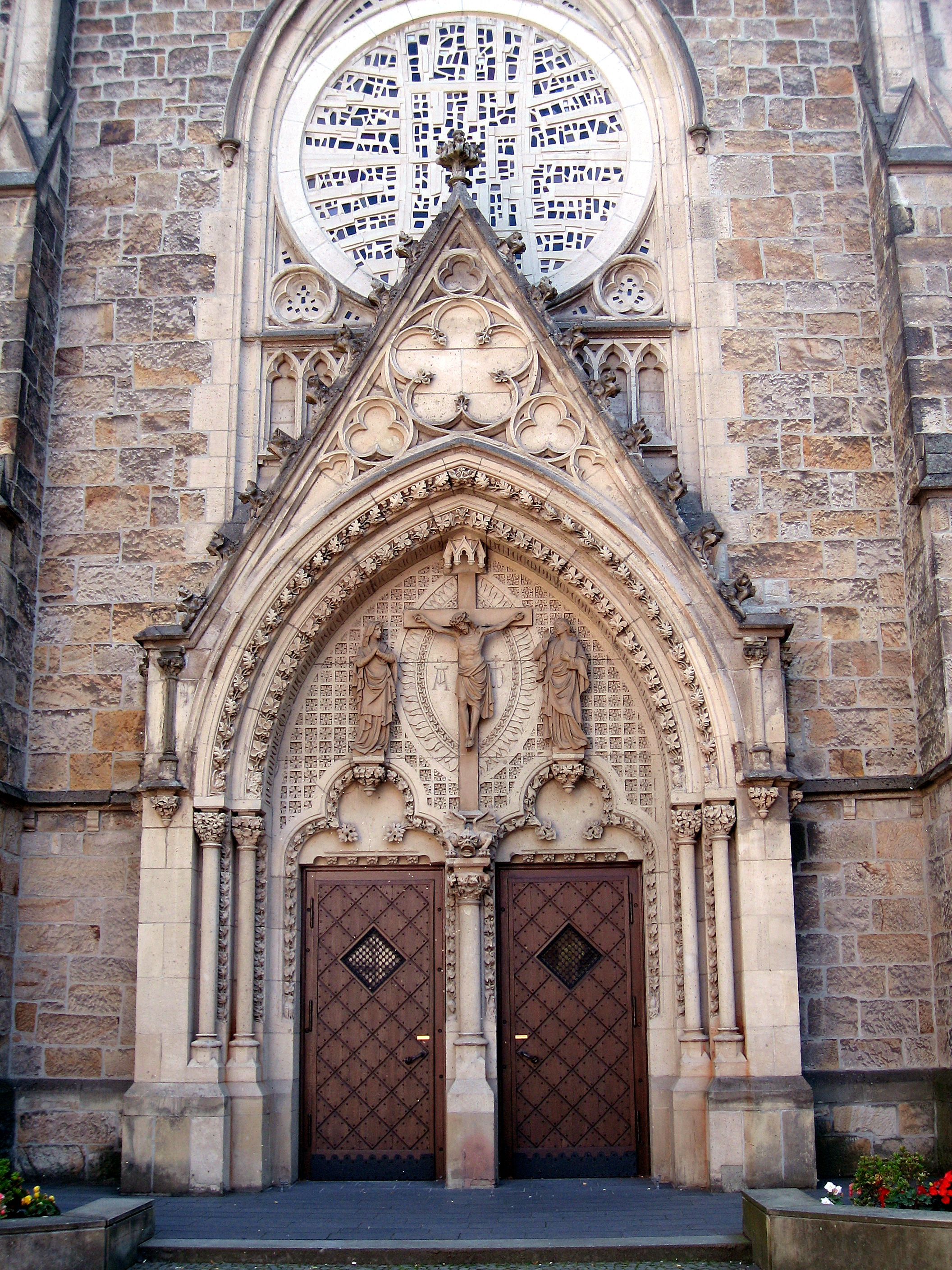
Westportal

St. Franziskus, meist Franziskanerkirche genannt, ist die zweite nachreformatorische römisch-katholische Kirche Dortmunds. Sie liegt an der Franziskanerstraße in der östlichen Innenstadt.

## Geschichte

### Erstes Franziskaner- bzw. Minoritenkloster (13. Jahrhundert bis 1805)
Eine erste Niederlassung gründeten die Brüder des 1210 gegründeten Franziskanerordens in Dortmund zwischen 1232 und 1244; der älteste urkundliche Beleg stammt aus dem Jahr 1278. 1252 wurde eine Klosterkirche erbaut. Der Konvent gehörte zur Kustodie Westfalen der Kölnischen Franziskanerprovinz (Colonia). 1297 wurde das Kloster neu gebaut, da bei einem Brand die meisten Klostergebäude zerstört worden waren. Zum Konvent in Dortmund gehörte Johannes Schneider, der 1507 von Papst Julius II. zum Weihbischof von Paderborn und Titularbischof von Tiflis ernannt wurde.
Im Jahr 1370 mussten die Dortmunder Franziskaner zusammen mit den dortigen Dominikanern an St. Johannes Baptist ihre Seelsorgerechte (Predigen, Beichtehören u. a.) gegen den Weltklerus verteidigen. Bei der Teilung des Franziskanerordens 1517 schloss sich der Dortmunder Franziskanerkonvent den Konventualen (Minoriten) an. 1604 wurde der Guardian des Klosters und Verfechter der Hexenverfolgungen, Johannes Pelcking, nach tumultartigen Auseinandersetzungen mit der Bevölkerung zweimal aus der Stadt verwiesen. Ab 1619 war er Weihbischof in Paderborn, Hildesheim und Münster und betrieb eine intensive Rekatholisierungspolitik. Im März 1616 übertrug der Kölner Erzbischof Ferdinand von Bayern den Minoriten die Pfarrrechte für die nach der Reformation verbliebenen wenigen Katholiken, die sie aber ab 1719 mit den Dominikanern teilen mussten. 1805 wurde das Kloster im Zuge der Säkularisation aufgehoben, Kloster und Kirche wurden abgebrochen.

### Kloster und Kirche ab 1895
Im Zuge der Industrialisierung erlebte die herkömmlich protestantische Stadt Dortmund einen starken Zuzug katholischer Neubürger, insbesondere auch polnischer Arbeiter („Ruhrpolen“). Die Propsteikirche reichte für Gottesdienst und Seelsorge bald nicht mehr aus. Daher kamen im September 1895 Franziskaner der Sächsischen Franziskanerprovinz (Saxonia), die seit Mitte des 19. Jahrhunderts einen Aufschwung erlebte, nach Dortmund und lebten in einem Haus an der Hamburger Straße, das ihnen die Propsteigemeinde zur Verfügung gestellt hatten. Dort hielten sie Gottesdienste in einer Hauskapelle mit 150 Plätzen. Die Saxonia engagierte sich an mehreren Orten in der Seelsorge für die polnischen Arbeiter, da sie über Mitbrüder aus Schlesien verfügte, die sowohl die deutsche als auch die polnische Sprache sprachen. Auf Initiative des Dortmunder Propstes Johannes Löhers erteilte das Preußische Kultusministerium am 24. Dezember 1894 die Genehmigung zur Klostergründung.
Weil die Räumlichkeiten sehr beengt waren, wurde 1896 das Baugelände für ein größeres Klostergebäude und eine Kirche erworben. Der Klosterbau begann im Mai 1897, der Kirchbau 1898. Die Brüder zogen im Sommer 1898 in einen ersten fertiggestellten Teil des Neubaus um. Nach Fertigstellung des  Klosters 1901 wurde es zum Konvent erhoben.
Im Zweiten Weltkrieg wurde das Konventsgebäude am 22./23. Mai 1944 durch Bomben stark beschädigt, am 6. Oktober und 29. November 1944 trafen Bomben die Kirche und die Sakristei. An Weihnachten 1949 konnten in der Klosterkirche wieder Gottesdienste gefeiert werden.
1952 richteten die Franziskaner im Kloster ein Schülerheim für berufstätige Schüler ein, die ein Abendgymnasium besuchen. Ab 1989 befand sich im Dortmunder Kloster das Kommissariat des Heiligen Landes der Provinz Saxonia, das die Arbeit der Franziskaner in der Kustodie des Heiligen Landes unterstützt und Pilgerreisen dorthin durchführt. Seit 2004 hat das internationale Hilfswerk der deutschen Franziskaner, Franziskaner Mission, eine Geschäftsstelle in Dortmund. Zu den Aufgabenschwerpunkten der Franziskaner in Dortmund gehören neben der Pfarrseelsorge die Arbeit im „Bruder-Jordan-Werk“ mit dem „Jordan-Treff“, einem Frühstücksangebot für Obdachlose und Bedürftige, und die Arbeit im benachbarten „Bruder-Jordan-Altenzentrum“ mit dem „Bruder-Jordan-Hospiz“. Beim Provinzkapitel der Deutschen Franziskanerprovinz im März 2019 wurde beschlossen, dass der Konvent in Dortmund zu den zwölf Standorten gehört, die erhalten werden sollen, weil sie längerfristig den Schwerpunkt der künftiger Arbeit der Provinz bilden sollen.
Von 1968 bis 1982 lebten einige Franziskaner der Sächsischen Provinz im neu entstandenen Stadtteil Scharnhorst-Ost in einer Mietwohnung. Sie engagierten sich vor allem in der Jugendarbeit und dem Aufbau einer Kirchengemeinde, bis sie absprachegmäß die Leitung der neu entstandene Pfarrei an einen Priester des Erzbistums Paderborn übertrugen.

## Kirche
Die Kirche ist eine dreischiffige Basilika im neugotischen Stil mit einem zweijochigen Chor, entworfen von  dem Dortmunder Architekten Johannes Franziskus Klomp. Sie trägt das Patrozinium des Ordensgründers Franz von Assisi. Am 4. Oktober 1898, dem Fest des heiligen Franziskus, wurde der Grundstein gelegt. Die Kirchweihe wurde am 13. Juni 1902 mit Bischof Wilhelm Schneider aus Paderborn gefeiert. Die Kirche ist als Baudenkmal in die Denkmalliste der Stadt Dortmund eingetragen.
Das Betonglas-Fenster an der Westseite gestaltete Hans Theo Richter 1967 als Freie Komposition. Drei Chorfenster stammen von Nikolaus Bette, 1987: Szenen aus dem Leben des hl. Antonius von Padua, Szenen aus dem Leben des hl. Franz von Assisi und Szenen aus dem Leben von Bruder Jordan Mai. Ein weiteres, ornamentiertes Chorfenster schuf Wilhelm Buschulte, 1979.
2006 erfuhr die Kirche eine grundlegende Innenrenovierung, der Altar erhielt ein altes holzgeschnitztes Altarretabel, das aus einer Lippstädter Werkstatt stammt, und vier ebenfalls holzgeschnitzte neugotische Altaraufsätze mit gemalten franziskanischen Heiligen aus dem aufgelösten Franziskanerkloster Osnabrück.
Nachdem St. Franziskus zunächst nur Klosterkirche, ab 1911 auch Filialkirche der Propsteigemeinde gewesen war, wurde sie im August 1959 rückwirkend zum 1. Januar 1959 Pfarrkirche der selbständigen Pfarrei „St. Franziskus und Antonius“. Diese wurde 2004 aufgrund des Rückgangs der Gläubigen- und Priesterzahlen mit der Pfarrei „Christus unsere Hoffnung“ zusammengelegt.
2002 wurden bei Petit & Edelbrock in Gescher zwei neue Bronzeglocken in e″ und fis″ gegossen. Das Gesamtgeläut erklingt in e″–fis″–gis″.

## Orgel
Die heutige Orgel wurde 1969 (1966) von der Firma Franz Breil (Dorsten) erbaut. Sie besitzt 39 Register auf vier Werken (drei Manuale und Pedal). Das Schleifladeninstrument hat mechanische Spiel- und elektrische Registertraktur (die Koppeln für das III. Manual sind elektrisch). Im Jahre 2018 wurde es durch den Orgelbauer Stephan Trostheide (Oelde) grundlegend renoviert: Der Spieltisch wurde mit neuen Registerwippen ausgestattet und mit einer modernen Setzeranlage versehen. Zudem wurden für das Schwellwerk (III. Manual) Sub- und Superoktavkoppeln ergänzt sowie das gesamte Orgelwerk durch Matthias Wirth (Kevelaer) und Stephan Trostheide neu intoniert.
| I Hauptwerk C–g3 |       |
| Gedacktpommer0   | 16′   |
| Prinzipal        | 08′   |
| Rohrflöte        | 08′   |
| Oktave           | 04′   |
| Spitzflöte       | 04′   |
| Nasard           | 2 ⁄3′ |
| Oktave           | 02′   |
| Mixtur 4f        |       |
| Zimbel 3f        |       |
| Trompete         | 08′   |

| II Positiv C–g3  |      |
| Gedackt          | 08′  |
| Quintade         | 08′  |
| Prinzipal        | 04′  |
| Koppelflöte      | 04′  |
| Oktave           | 02′  |
| Gemshorn         | 02′  |
| Sifflöte         | 01′  |
| Sesquialtera 2f0 | 2 ⁄3 |
| Scharff 4f       |      |
| Krummhorn        | 08′  |
| Tremulant        |      |

| III Schwellwerk C–g3 |        |
| Trichtergambe        | 08′    |
| Holzgedackt          | 08′    |
| Prinzipal            | 04′    |
| Blockflöte           | 04′    |
| Rohrquinte           | 2 ⁄3′  |
| Schwiegel            | 02′    |
| Terz                 | 1 3⁄5′ |
| Quinte               | 1 ⁄3′  |
| Mixtur 4f            |        |
| Franz. Trompete0     | 08′    |
| Tremulant            |        |

| Pedal C–f1 |     |
| Prinzipal  | 16′ |
| Subbass    | 16′ |
| Oktave     | 08′ |
| Gedackt    | 08′ |
| Oktave     | 04′ |
| Nachthorn0 | 02′ |
| Mixtur 5f  |     |
| Posaune    | 16′ |
| Trompete   | 08′ |

- Koppeln:
  - Normalkoppeln: II/I, III/I, III/II, I/P, II/P, III/P
  - Sub- & Superoktav: III/I, III/III
- Spielhilfen:
  - Setzer 10.000fach (Tausender, Hunderter, Zehner auf/ab), Tutti, Absteller

## Bruder Jordan
Jordan Mai war einer der bekanntesten Franziskaner des Klosters. Er wird von vielen Gläubigen in Dortmund und darüber hinaus wegen seines heiligmäßigen Lebens verehrt. Er lebte dort von 1907 bis zu seinem Tod 1922 und war vor allem als Pförtner tätig. Schon seit vielen Jahren läuft der Seligsprechungsprozess, der insbesondere von den Franziskanern betrieben wird. Jordans Gebeine, ursprünglich auf dem benachbarten Ostfriedhof bestattet, wurden im August 1950 in die Kirche umgebettet; an der Feier nahmen fast 100.000 Menschen teil.